# Filippo Maria Pontani
Filippo Maria Pontani (Roma, 17 giugno 1913 – Bologna, 21 agosto 1983) è stato un grecista, bizantinista e traduttore italiano.

## Biografia
Nacque a Roma da Guido, impiegato postale insignito del titolo di Cavaliere, e Maria Capello, scultrice e pittrice professionista. Il nonno, Filippo, era professore di materie letterarie nei licei italiani. Aderì, appena diciassettenne, al PNF.
Studiò al liceo classico Torquato Tasso di Roma, e nella stessa città fu allievo, all'Università, di Nicola Festa per la letteratura greca, di Silvio Giuseppe Mercati per la filologia bizantina, di Antonino Pagliaro per la glottologia, di Vincenzo Ussani per la letteratura latina e di Giorgio Zoras per la letteratura greca moderna. Con Festa si laureò nel 1935, discutendo una tesi di Studi sul pensiero religioso di Eschilo nei drammi precedenti all'Orestea.
Insegnò lettere nel liceo parificato Santa Maria di Roma e nell'ottobre 1937 divenne professore «di ruolo locale» nel liceo governativo di Rodi per gli a.a. 1937-38 e 1938-39. Tornerà in Grecia nel 1954, a Zante e Atene, per studiare i manoscritti del poeta Dionysios Solomos in vista dell'edizione nazionale dei suoi scritti; nel 1964, ad Atene e Salonicco, rispettivamente per un omaggio a Giorgios Seferis, insignito del Nobel l'anno precedente, e una conferenza su Andreas Kalvos; e infine nel 1967, per incontrare Seferis. Vi tornerà altre volte, dopo la morte del poeta (1971), ma solo in forma privata.
Nel 1939, in base al concorso statale da lui vinto (primo classificato), entrò come docente nel Liceo classico "Amedeo di Savoia" di Tivoli e nel 1944 ottenne il trasferimento a Roma nel liceo "Regina Elena" (poi "Goffredo Mameli", nel quartiere Pinciano), dove insegnò tra il 1957 e il 1966.
Ottenne la libera docenza all'Università di Roma nel 1951 e fu docente incaricato nell'Università di Padova a partire dal 1960; divenne professore ordinario nel 1966, dopo aver vinto il primo concorso in Italia per una cattedra di "Lingua e letteratura neogreca". Ebbe l'incarico e poi, col passaggio all'ordinariato, la cattedra di Lingua e letteratura  neogreca, che mantenne fino al 1974; in quell'anno spostò la cattedra a Filologia bizantina, mantenendo l'insegnamento precedente per incarico. Nel 1968, assieme a Elpidio Mioni (incaricato, e futuro ordinario, di Paleografia greca), si separò dall'Istituto di Filologia Classica e fondò nell'Ateneo di Padova l'Istituto di Studi Bizantini e Neoellenici, che diresse fino alla morte, avvenuta per le conseguenze di un incidente stradale nell'agosto 1983.
Ebbe come allievi, negli anni di insegnamento liceale, tra gli altri, Giuseppe Morelli, Mario Petrucciani, Giorgio Petrocchi (all'Amedeo di Savoia di Tivoli), Franco Serpa, Giovanni Antonucci, Ernesto Galli della Loggia, Giorgio Montefoschi, Franco Cordelli (al Regina Elena/Goffredo Mameli di Roma).

## Attività di ricerca
Pontani indagò la storia della letteratura greca, e in particolare della poesia greca, dall'epoca classica a quella contemporanea. Studiò diffusamente il teatro greco (classico, ma anche moderno), i lirici, l'epigramma, l'epillio, la poesia bizantina e gli esiti umanistici della riscoperta dei classici.
La sua specialità fu però la traduzione dal greco, e soprattutto dal greco poetico contemporaneo: contribuì infatti in maniera decisiva a far scoprire all'Italia poeti come Elitis, Kavafis, Ritsos, Seferis. Curò edizioni e traduzioni (anche di valore letterario) dei lirici greci, degli Inni omerici, dei tragici, dell'intera Antologia Palatina, dell'anonimo idillio pastorale ἡ Βοσκοπούλα (i Voskopula, "La pastorella"), un componimento in endecasillabi dell'epoca del Rinascimento cretese (datato attorno all'anno 1600).
Produsse anche una Letteratura greca (3 v., 1954-56) e una Grammatica del greco moderno (2 v., 1968). Per la sua traduzione di Poesia, Prosa di Giorgos Seferis gli fu assegnata la seconda edizione del Premio Monselice per la traduzione letteraria (1972).

## Vita privata
Pontani ebbe tre mogli e sei figli. Nel 1938 sposò Maria Luisa Busi, da cui ebbe Guido e Alda Chiara; nel 1950 passò a nuove nozze con Maria Pia Tosti Croce, da cui ebbe Guidarello, Silvestro e Aligi; infine, nel 1975, si unì in matrimonio con la grecista e bizantinista Anna Meschini (morta nel 2021  dopo essere stata fino al 2019 ordinaria di Filologia bizantina nell'Ateneo patavino), da cui l'anno successivo ebbe Filippomaria, filologo classico, grecista, neogrecista e bizantinista, dal 2018 Professore ordinario di Filologia classica all'Università Ca' Foscari di Venezia.

## Opere

### Saggi
- Teatro neoellenico, Milano, Nuova Accademia, 1962.
- Fortuna neogreca di Dante, Roma, 1966.
- Fortuna greca di Ungaretti, Padova, Liviana, 1972.
- L'epillio greco, Firenze, Sansoni, 1973.
- Lezioni sul teatro cretese, Università di Padova, 1980.

### Traduzioni
- Pleiadi. Frammenti di lirica greca, Collana Convivium n.19, Roma, Gismondi, 1952.
- Giorgos Seferis, Poesie scelte, Milano, Scheiwiller, 1956.
- Kavafis, Poesie scelte, con un ricordo di Giuseppe Ungaretti, Milano, All'insegna del Pesce d'Oro, 1956.
- Costantino Kavafis, Poesie, Collana Poeti del nostro tempo, Milano, Mondadori, 1961.
- Giorgos Seferis, Poesie, Collezione Lo Specchio, Milano, Mondadori, 1963.
- Alcmane-Stesicoro-Ibico, Frammenti, Torino, Einaudi, 1965.
- Saffo-Alceo-Anacreonte, Liriche e frammenti, Torino, Einaudi, 1965.
- Kavafis, Due prose su Shakespeare, Milano, All'insegna del Pesce d'Oro, 1966.
- Inni omerici, Introduzione di Giorgio Seferis, Roma, Edizioni dell'Elefante, 1968.
- Giorgio Seferis, Tre poesie segrete, Collezione Lo Specchio, Milano, Mondadori, 1968.
- Eschilo, Orestea, Milano, Garzanti, 1969.
- I lirici greci. Età arcaica, Collezione i millenni, Torino, Einaudi, 1969. [contiene i seguenti autori: Callino, Tirteo, Solone, Mimnermo, Teognide, Focilice, Senofane, Archiloco, Semonide, Ipponatte, Saffo, Alceo, Anacreonte, Alcmane, Stesicoro, Ibico]
- Giorgos Seferis, Poesia, Prosa, Collana Le opere, Introduzione di Vittorio Sereni, Milano, Club degli Editori, 1971.
- Grecia, a cura di Bruno D'Agostino, Introduzione di Giorgos Seferis, Milano, Mondadori, 1971.
- Procopio di Cesarea, Storia segreta, Introduzione, trad. e cura, Roma, Newton, 1972; La Spezia, Club del Libro-Fratelli, Melita, 1981.
- Elegia greca arcaica, Collezione di poesia n.93, Einaudi, Torino, 1972, pp. 210.
- Procopio di Cesarea, La Guerra Gotica, Collana paperbacks storici, Roma, Newton Compton Italiana, 1974.
- Kavafis, Poesie nascoste, Collezione Lo Specchio, Milano, Mondadori, 1974.
- I lirici corali greci. Età classica, Collezione i millenni, Torino, Einaudi, 1976. [testi di Simonide, Bacchilide, Pindaro]
- Euripide, Tutte le tragedie, Introduzione, trad. e curatela, 3 voll., Roma, Newton, 1977; a cura di Diego Lanza, Collezione i millenni, Torino, Einaudi, 2002.
- Antologia Palatina, 4 voll. (I: 1978; II: 1979; III: 1980; IV: 1981), Collezione i millenni, Torino, Einaudi, 1978-1981.
- Sofocle, Tutte le tragedie, trad. e curatela, Roma, Newton, 1978; La Spezia, Fratelli Melita, 1987.
- Giorgio Athanas, Quadretti italiani, Padova, Italo Graeca n.7, 1979.
- Nikos Kazantzakis, Commedia: tragedia in un atto, con una nota di Massimo Peri, Verona: Edizioni del Paniere, 1980.
- Stratis Tsirkas,[7] Città alla deriva. Il circolo, Parma, Guanda, 1984.
- Vasilīs Vasilikos, La foglia, Collana Il castello, Palermo, Sellerio, 1988.

Le traduzioni di Sofocle ed Euripide sono raccolte anche nei seguenti volumi:
- in Teatro greco completo. Tutte le tragedie di Eschilo, Sofocle, Euripide e tutte le commedie di Aristofane, Roma, Newton Compton, 1991, ISBN 978-88-798-3433-9.
- in Eschilo-Sofocle-Euripide, I tragici greci. Tutto il teatro, Roma, Newton Compton, 2007.

### Curatele
- Eschilo, I Persiani, Introduzione, commento, analisi critica, Collezione classica, Roma, Bonacci, 1951; II ed., Bonacci, 1970.
- Grammatica del greco moderno, 2 voll. (I: Fonetica e morfologia; II: Esercizi), Roma, Edizioni dell'Ateneo, 1968.

### Introduzione
- Procopio di Cesarea, Le Guerre. Persiana Vandalica Gotica, cura e trad. di Marcello Craveri, Collana i millenni, Torino, Einaudi, 1977.